# Sítio do Mato
Sítio do Mato is een gemeente in de Braziliaanse deelstaat Bahia. De gemeente telt 13.187 inwoners (schatting 2009).